# Transamerica
Transamerica è un film del 2005 diretto da Duncan Tucker.
Per questo ruolo Felicity Huffman è stata nominata per l'Oscar alla miglior attrice e ha ottenuto il Golden Globe per la migliore attrice in un film drammatico.

## Trama
Sabrina "Bree" Osbourne, in passato Stanley, è una raffinata e colta donna transgender in attesa dell'intervento di cambio del sesso. Bree vive in un quartiere povero di Los Angeles dove lavora in un fast food e risparmiando il più possibile per pagare l'operazione. Un giorno riceve una telefonata dal carcere minorile di New York city da parte di un certo Toby Wilkins che dice di essere il figlio di Stanley, Bree risponde "Stanley non vive più qui". Bree era del tutto ignara di avere un figlio, nato dal suo unico rapporto sessuale al college 17 anni prima, e del fatto che la madre si fosse suicidata. Bree racconta alla sua psicoterapista, a cui è molto legata, della telefonata e che non è intenzionata a incontrare il figlio perché vuole rompere col suo passato. La psicoterapista è contraria e decide di non firmare l'autorizzazione per l'intervento finché Bree non avrà conosciuto il figlio a fondo.
Bree parte per New York per prendere Toby, detenuto nel carcere minorile per possesso di stupefacenti. Una volta pagata la cauzione incontra finalmente Toby, al quale nasconde la sua vera identità, dichiarando di essere un'assistente sociale affiliata con la chiesa del "padre potenziale". Il giorno dopo Bree acquista un'auto economica e incomincia con il figlio un viaggio coast to coast fino a Los Angeles, pensando di liberarsi di Toby lasciandolo dal patrigno da cui è cresciuto nel Kentucky. Arrivati dal patrigno Bree scopre il motivo per cui Toby è andato via di casa: quell'uomo molestava sessualmente Toby da quando era bambino. Così i due proseguono il viaggio per Los Angeles, una sera Bree scende dall'auto per urinare e Toby intravede accidentalmente il suo pene. Toby è molto arrabbiato del fatto che Bree non gli avesse rivelato di essere transessuale e arriva a umiliarla davanti a un venditore di souvenir. Chiarita la situazione il ragazzo perdona Bree, ma è ancora completamente ignaro che sia suo padre. Nel New Mexico un autostoppista ruba la loro macchina, al cui interno ci sono gli effetti personali di Bree, compresi i soldi e le pillole ormonali. Bree e Toby rimediano un passaggio fino al paese più vicino dove incontrano un rancher nativo americano, attratto da Bree a prima vista, che ospita i due per la notte.
Il giorno dopo il rancher offre loro un passaggio fino a Phoenix in Arizona, i due scendono davanti alla casa dei genitori di Bree, dove vive anche la sorella Sydney. Bree inizialmente entra in casa da sola, sapendo di non essere la benvenuta, rivela ai suoi che fuori dalla porta c'è il loro nipote facendoli giurare di non raccontargli niente. I nonni accolgono a braccia aperte Toby, il quale non sospetta ancora nulla. La sera Toby entra in camera di Bree, si spoglia nudo e tenta di sedurla, a questo punto per fermarlo Bree è costretta a raccontargli tutta la verità. Toby non la prende affatto bene e scappa dalla casa. Tornata a Los Angeles, Bree, ha effettuato l'intervento con successo, ma è ancora triste per aver perso Toby. Nel frattempo il ragazzo è diventato un attore porno-gay biondo. Una sera si presenta da Bree (che ha ormai effettuato l'operazione di vaginoplastica) per chiederle dell'intervento e i due si riconciliano.

## Incassi
L'Italia è stato il paese non di lingua inglese in cui il film ha realizzato il maggior incasso e il terzo in assoluto dopo Stati Uniti e Regno Unito.

## Riconoscimenti
- 2006 - Premio Oscar
  - Nomination Migliore attrice protagonista a Felicity Huffman
  - Nomination Miglior canzone (Travelin' Thru) a Dolly Parton
- 2006 - Golden Globe
  - Miglior attrice in un film drammatico a Felicity Huffman
  - Nomination Migliore canzone originale (Travelin' Thru) a Dolly Parton
- 2006 - Screen Actors Guild Awards
  - Nomination Migliore attrice protagonista a Felicity Huffman
- 2005 - Critics' Choice Movie Award
  - Nomination Miglior attrice protagonista a Felicity Huffman
  - Nomination Miglior canzone (Travelin' Thru) a Dolly Parton
- 2005 - Chicago Film Critics Association Award
  - Nomination Migliore attrice protagonista a Felicity Huffman
- 2007 - Grammy Award
  - Nomination Miglior canzone (Travelin' Thru) a Dolly Parton
- 2006 - Independent Spirit Awards
  - Miglior attrice protagonista a Felicity Huffman
  - Miglior sceneggiatura d'esordio a Duncan Tucker
  - Nomination Miglior film d'esordio a Duncan Tucker, Sebastian Dungan, Linda Moran e Rene Bastian
- 2005 - Las Vegas Film Critics Society
  - Miglior canzone (Travelin' Thru) a Dolly Parton
- 2005 - National Board of Review Awards
  - Miglior attrice protagonista a Felicity Huffman
- 2005 - Satellite Award
  - Migliore attrice in un film drammatico a Felicity Huffman
- 2006 - GLAAD Media Awards
  - Miglior film della piccola distribuzione
- 2005 - Phoenix Film Critics Society Awards
  - Miglior attrice protagonista a Felicity Huffman
  - Miglior canzone originale (Travelin' Thru) a Dolly Parton
- 2005 - Festival internazionale del cinema di Berlino
  - Orso di cristallo a Duncan Tucker
- 2006 - Artios Award
  - Nomination Miglior casting per un film indipendente a Eve Battaglia
- 2005 - Dallas-Fort Worth Film Critics Association Awards
  - Miglior attrice protagonista a Felicity Huffman
- 2005 - Festival del cinema americano di Deauville
  - Premio per la sceneggiatura a Duncan Tucker
  - Nomination Grand Prix a Duncan Tucker
- 2006 - Golden Trailer Awards
  - Miglior film indipendente
- 2007 - Irish Film and Television Award
  - Miglior attrice non protagonista a Fionnula Flanagan
- 2006 - Palm Springs International Film Festival
  - Miglior performance rivelazione a Felicity Huffman
- 2005 - Southeastern Film Critics Association Awards
  - Miglior attrice protagonista a Felicity Huffman
- 2005 - Tribeca Film Festival
  - Miglior attrice a Felicity Huffman
- 2005 - African-American Film Critics Association
  - Miglior attrice protagonista a Felicity Huffman
- 2006 - Austin Film Critics Association
  - Nomination Miglior attrice protagonista a Felicity Huffman
- 2005 - Awards Circuit Community Awards
  - Nomination Miglior film a Rene Bastian, Sebastian Dungan e Linda Moran
- 2006 - Bangkok International Film Festival
  - Miglior attrice protagonista a Felicity Huffman
  - Nomination Miglior film a Duncan Tucker
- 2006 - Costume Designers Guild Awards
  - Migliori costumi a Danny Glicker
- 2005 - Ft. Lauderdale International Film Festival
  - Miglior film indipendente a Duncan Tucker
  - Miglior attrice protagonista a Felicity Huffman
  - Miglior sceneggiatura a Duncan Tucker
- 2010 - Gold Derby Film Awards
  - Nomination Miglior attrice del decennio a Felicity Huffman
- 2006 - Gold Derby Film Awards
  - Miglior attrice protagonista a Felicity Huffman
  - Miglior canzone originale (Travelin' Thru) a Dolly Parton
  - Nomination Miglior trucco/acconciature a Jason Hayes
- 2006 - Online Film & Television Association
  - Nomination Miglior attrice protagonista a Felicity Huffman
  - Nomination Miglior canzone (Travelin' Thru) a Dolly Parton
- 2006 - Online Film Critics Society Awards
  - Nomination Miglior attrice protagonista a Felicity Huffman
- 2005 - San Diego Film Festival
  - Miglior attrice protagonista a Felicity Huffman
- 2005 - San Francisco International Lesbian & Gay Film Festival
  - Miglior film a Duncan Tucker
- 2005 - St. Louis Film Critics Association
  - Nomination Miglior attrice protagonista a Felicity Huffman
- 2006 - Vancouver Film Critics Circle Awards
  - Miglior attrice protagonista a Felicity Huffman
- 2005 - Verzaubert - International Gay & Lesbian Film Festival
  - Miglior film d'esordio a Duncan Tucker
  - Miglior film caratteristico
- 2005 - Washington DC Area Film Critics Association Awards
  - Nomination Miglior attrice protagonista a Felicity Huffman
- 2005 - Zurich Film Festival
  - Nomination Miglior film internazionale a Duncan Tucker